# Aeglotis argentalis
Aeglotis argentalis là một loài bướm đêm trong họ Crambidae.